# Julgamento de Saddam Hussein
O Julgamento de Saddam Hussein, presidente do Iraque, aconteceu em um Tribunal Especial Iraquiano. Ele foi acusado de violações dos Direitos Humanos durante o seu governo e foi condenado à pena de morte (por enforcamento) pelo assassinato de 148 homens, predominantemente xiitas, na cidade iraquiana de Dujail em 1982.
Em 13 de Dezembro de 2003, Hussein é capturado pelas forças dos Estados Unidos ao norte da cidade de Ad Dawr e  foi entregue ao governo interino iraquiano para aguardar julgamento. 
Em 30 de dezembro de 2006, por volta das 06h00 (horário do Iraque) foi enforcado na cidade de Bagdá em cumprimento da condenação de pena de morte recebida em seu julgamento.

## Primeiro depoimento

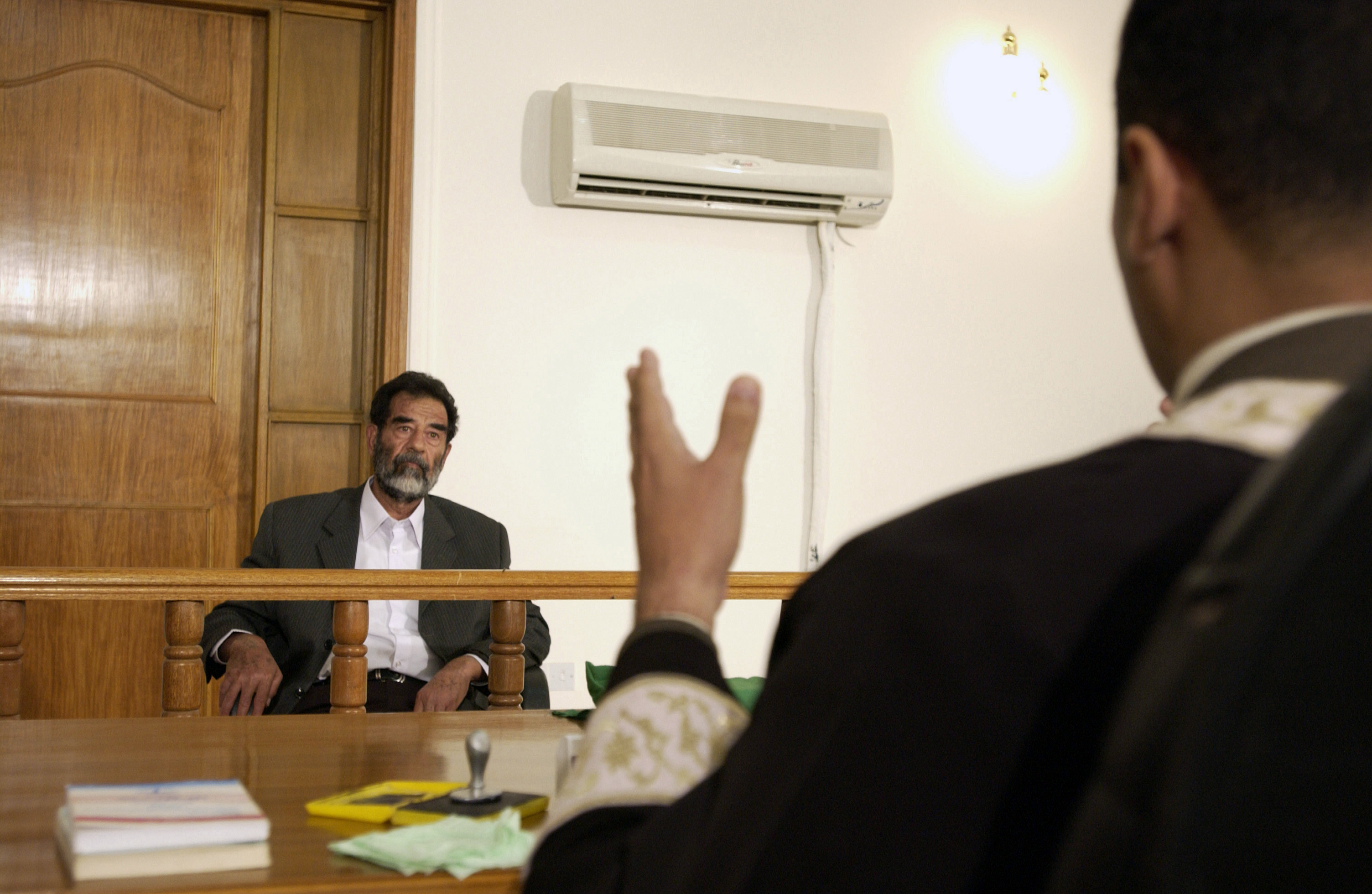
Saddam Hussein na corte durante seu julgamento.

O presidente iraquiano de 67 anos de idade parecia confiante e desafiante durante seu depoimento de 26 minutos. Quando não estava escutando o juiz Rizgar Mohammed Amin, gesticulava muito. Saddam questionou a legitimidade do tribunal que havia sido montado para acusá-lo. Também insultou o juiz, mandando-o "ir para o inferno" e chamou o tribunal de "peça de teatro armada por George W. Bush para ganhar as eleições de 2004". Enfaticamente rejeitou as acusações. "É tudo um teatro. O criminoso de verdade é Bush", afirmou. Quando o juiz lhe pediu que se identificasse, na primeira ida ao tribunal, ele respondeu, "Você é iraquiano, e sabe quem eu sou. Ainda sou o presidente da república, e essa ocupação não pode tirar isso de mim".
Durante o depoimento, Hussein defendeu a invasão iraquiana do Kuwait, dizendo que os líderes de lá eram "cachorros". Depois, em 1 de julho, Abul-Hassan, ministro de comunicações do Kuwait, disse que "linguagem rude" era esperada de Hussein. Cachorros são vistos como animais sujos pelo Islamismo. "É assim que ele foi criado" disse o ministro. É fato conhecido que Hussein era frequentemente agredido enquanto criança.
Apesar de não ter tido advogados de defesa no dia 1 de julho, sua primeira mulher, Sajida Talfah, contratou um grupo legal multinacional de mais de vinte advogados, que incluíam Ayesha Gaddafi (Líbia), Curtis Doebbler (Estados Unidos), Emmanuel Ludot (França), Marc Henzelin (Suíça) e Giovanni di Stefano (Reino Unido). No final do depoimento, o presidente deposto recusou-se a assinar o documento que confirmava seu entendimento das acusações.

## Decisão
Em 5 de novembro de 2006, um ano e 15 dias após o início de seu julgamento, Saddam Hussein, 69, foi condenado à forca pelo tribunal que julgou os crimes cometidos pelo regime ditatorial que ele comandou durante 25 anos, entre 1979 e 2005. O ex-ditador foi considerado culpado do massacre, em 1982, de 148 xiitas no povoado de Dujail (sul do Iraque), onde sofrera uma suposta tentativa de assassinato. Saddam já havia declarado que preferia o pelotão de fuzilamento, para morrer como um militar. Paralelamente, ele também foi julgado pelo massacre de milhares de curdos no fim dos anos 80, e a acusação reúne provas sobre outros sete crimes.
A sentença, anunciada pela junta de cinco juízes responsável pelo tribunal, pôs fim a um julgamento que se arrastou por quase 13 meses e foi marcado pelo assassinato de três advogados de defesa, a troca do juiz-chefe e sucessivos adiamentos e interrupções. "Vida longa ao povo! Vida longa à nação árabe! Morte a nossos inimigos", bradou Saddam ao ouvir a sentença lida pelo juiz-chefe, Raouf Rasheed Abdul Rahman, que tentou inutilmente acalmá-lo antes de mandar retirá-lo da corte, na Zona Verde, em Bagdá. "Abaixo os espiões", continuou, dedo em riste. "Deus é grande".
Com Saddam foram condenados à morte seu meio-irmão Barzam Ibrahim al Tikriti, chefe da polícia secreta do regime, e Awad al Bandar, que dirigia o tribunal revolucionário, incumbido de emitir as sentenças. Taha Yassin Ramadan, vice-presidente sob Saddam, recebeu prisão perpétua, e três dirigentes locais do partido Baath à época, 15 anos de prisão. Um quarto foi absolvido por falta de provas.
Nações e entidades contrárias à pena de morte - como a União Europeia e o Vaticano - manifestaram-se contra a sentença e a defesa do ex-ditador pretendeu recorrer, de modo a alterá-la para prisão perpétua.
No dia 26 de dezembro de 2006, a corte de apelações do Iraque confirmou a sentença de morte contra Saddam Hussein. Como não havia mais possibilidade de apelos, a sentença de enforcamento foi executada no dia 30 de dezembro de 2006, pouco depois das 6h, horário de Bagdá (aproximadamente 1h em Brasília e 3h em Lisboa).

## Acontecimentos anteriores ao julgamento
- O jornal Al-Quds Al-Arabi, de língua árabe e baseado em Londres, informou, no início de Maio de 2005 que, durante uma reunião com Donald Rumsfeld, Hussein recusou uma oferta de soltura: ele teria que fazer um pedido, através da televisão, de cessar-fogo contra as forças aliadas. Note-se que, desde então, nenhum jornal ou agência de notícias importante cobriu esse fato extensivamente. O jornal londrino Daily Telegraph, citando um funcionário sênior do governo do Reino Unido, havia informado duas semanas antes que os insurgentes iraquianos receberam a oferta de um "acordo", pelo qual o presidente do Iraque deposto iria receber uma sentença judicial menos severa se eles parassem os ataques.

- Em 17 de Junho de 2005, o ex-primeiro-ministro da Malásia, Mahathir bin Mohamad, anunciou a formação, sob sua liderança, de um Comitê de Emergência para o Iraque internacional, com o objetivo principal de garantir julgamentos justos para Saddam Hussein e outros ex-membros do Partido Baath que estavam sendo julgados com ele.

- Em 18 de Julho de 2005, Hussein foi acusado pelo Tribunal Especial com a primeira de uma suposta série de acusações, relacionando-o ao assassinato em massa dos habitantes da vila de Dujail, em 1982, após uma tentativa de assassinato contra ele que falhou.

- Em 8 de Agosto de 2005, a família de Hussein anunciou que eles haviam dissolvido a equipe jurídica baseada na Jordânia e que contrataram Khalil al-Duleimi, o único membro baseado no Iraque, como o único advogado.

- Em uma entrevista transmitida na televisão iraquiana em 6 de Setembro de 2006, o presidente iraquiano Jalal Talabani afirmou que ele havia extraído confissões diretamente de seu antecessor, Saddam, dizendo que ele "havia ordenado assassinatos em massa e outros "crimes" durante seu regime e que merece a morte". Dois dias depois, o advogado de Hussein negou que ele haveria confessado.

- A defesa de Hussein pediu várias vezes por um adiamento dos procedimentos, insistindo que não lhe havia sido dado tempo suficiente para revisar todos os documentos da promotoria como eles haviam sido providos sob as regras do tribunal mas, até o momento, esses pedidos têm sido negados. Enquanto isso, organizações internacionais de direitos humanos, incluindo a Human Rights Watch e a Anistia Internacional, sugeriram que o Tribunal Especial do Iraque e seu processo jurídico podem não cumprir padrões internacionais para um julgamento justo. As Nações Unidas também negaram ajuda aos procedimentos, expressando preocupações similares sobre a justiça, além da possibilidade de uma pena de morte no caso.